# Phare de Hoşköy
Le phare de Hoşköy (en turc : Hoşköy Feneri)  est un feu côtier situé sur la côte ouest de la mer de Marmara, près du village d'Hoşköy dans la province de Tekirdag, en Turquie.
Il est exploité et entretenu par l'Autorité de sécurité côtière (en turc : Kıyı Emniyeti Genel Müdürlüğü) du Ministère des transports et des communications.

## Histoire
Le phare a été construit par des entrepreneurs français en 1861 pendant l'Empire ottoman. Il est situé dans le village de Hoşköy, à 20 km au nord-est de Şarköy. Son ancien nom était le "phare de Hora". La tour du phare, préfabriquée en France, est faite de panneaux et poutres en fonte.
À l'origine, une lampe à mèche au kérosène a été utilisée comme source de lumière, puis des lampes à manchon éclairées au gaz ont été utilisées avant d'être remplacé par un éclairage électrique. La machinerie des panneaux optiques en question a été modernisée avec un moteur électrique fonctionnant avec des cellules photo électriques tout en gardant sa lentille de Fresnel d'origine.
Le phare et le bâtiment de garde sont sous la protection de la Direction générale de la sécurité côtière en tant que patrimoine national.

## Description
Le phare  est une tour en fonte blanche, de 22 m de haut, avec une galerie et une haute lanterne, attachée à une maison de gardien d'un étage.
Son feu à éclats émet, à une hauteur focale de 50 m, deux brefs éclats blancs d'une demi-seconde par période de 10 secondes. Sa portée est de 19 milles nautiques (environ 35 km).
Identifiant :ARLHS : TUR-025 - Admiralty : N4896 - NGA : 17060.

## Caractéristique dufeu maritime
Fréquence : 10 secondes (W-W)
- Lumière : 0.5 seconde
- Obscurité : 2 secondes
- Lumière : 0.5 seconde
- Obscurité : 7 secondes

### Lien connexe
- Liste des phares de Turquie